# Campeonato Pan-Pacífico de Clubes
El Campeonato Pan-Pacífico (en inglés: Pan-Pacific Championship) fue una competición en donde participaron equipos de la MLS, J1 League, K-League, A-League y la Superliga China.

## Historia
El Campeonato Pan-Pacífico de Clubes se fundó en 2008, respaldado por la MLS y promocionado por la Soccer United Marketing.
La primera edición tuvo lugar en Hawái, Estados Unidos entre el 20-23 de febrero, siendo el primer campeón el Gamba Osaka venciendo en la final al Houston Dynamo por un contundente 6-1.
La segunda edición tuvo lugar en California, Estados Unidos entre el 18-21 de febrero, siendo el campeón el Suwon Samsung Bluewings ganándole por penales al Los Ángeles Galaxy, demostando, por ahora, supremacía asiática.
La competición no se jugó en 2010, ni en 2011. Actualmente la competición ya no existe y fue reemplazada por la Hawaiian Islands Invitational en 2012.

## Ediciones
| Año          | Campeón                               | Final Resultado | Subcampeón                        | Tercer puesto                     | Resultado | Cuarto puesto         |
| ------------ | ------------------------------------- | --------------- | --------------------------------- | --------------------------------- | --------- | --------------------- |
| 2008 Detalle | Gamba Osaka Japón                     | 6–1             | Houston Dynamo Estados Unidos     | Los Angeles Galaxy Estados Unidos | 2–1       | Sydney Australia      |
| 2009 Detalle | Suwon Samsung Bluewings Corea del Sur | 1–1 (4-2 pen.)  | Los Angeles Galaxy Estados Unidos | Oita Trinita Japón                | 2–1       | Shandong Luneng China |

## Títulos pro club
| Club                    | Títulos | Subtítulos | Años campeón | Años subcampeón |
| ----------------------- | ------- | ---------- | ------------ | --------------- |
| Gamba Osaka             | 1       | -          | 2008         | ----            |
| Suwon Samsung Bluewings | 1       | -          | 2009         | ----            |
| Houston Dynamo          | -       | 1          | 2008         | ----            |
| Los Angeles Galaxy      | -       | 1          | 2009         | ----            |

### Títulos por país
| Club           | Títulos | Subtítulos | Club campeón            | Club subcampeón                    |
| -------------- | ------- | ---------- | ----------------------- | ---------------------------------- |
| Japón          | 1       | -          | Gamba Osaka             | ----                               |
| Corea del Sur  | 1       | -          | Suwon Samsung Bluewings | ----                               |
| Estados Unidos | -       | 2          | ----                    | Houston Dynamo, Los Angeles Galaxy |